# Úrsula Heinze
Úrsula Heinze de Lorenzo (Colonia, Alemania, 1941) es una escritora española de origen alemán. Es licenciada en Filología Germánica, y reside en Galicia desde que se casó con Ramón Lorenzo, en 1968.

## Obra
- O soño perdido de Elvira M., 1982 (novela)
- Remuíños en coiro, 1984 (relatos)
- O buzón dos nenos, 1985 (narrativa infantil)
- Arredor da muller en 18 mundos, 1985 (ensayo)
- Sempre Cristina, 1986 (narrativa infantil)
- A casa abandonada, 1987 (narrativa infantil)
- Anaiansi, 1989 (novela)
- Máis alá de Galicia, 1989 (narrativa infantil)
- Catro contos de Reis, 1991 (relatos)
- A nena de ouro, 1991 (narrativa infantil)
- Confidencias, 1992 (relatos)
- Nace un campión, 1992 (narrativa infantil)
- Culpable de asasinato, 1994 (novela)
- Polas rúas de Padrón, 1994 (relatos)
- Quérote, 1994 (narrativa infantil)
- Versos de terras distantes, 1995
- Terra, mar e lume. Poesía de Bosnia-Herzegovina, Bulgaria, Croacia, Eslovenia, Macedonia, Montenegro e Serbia, 1996
- Xente coma min, 1998
- Credo : Gedichte = Poemas, 1999
- Nace un campión, 1999
- Günter Grass, As galiñas de vento, 2000
- Torso : Gedichte = Poemas, 2002
- Nadir : Gedichte = Poemas, 2005